# Vue de Stalheim
Vue de Stalheim (Fra Stalheim) est une peinture de Johan Christian Dahl réalisée en 1842.

## Description
Le tableau représente une vue de Stalheim, près de Voss, dans le Hordaland, avec des montagnes et un arc-en-ciel.

## Origine
Le tableau a été réalisé pour Karen Wedel-Jarlsberg (en), comtesse de Wedel de Bogstad. Carl Gustav Wedel-Jarlsberg l'a donné à la Galerie nationale d'Oslo en 1914.